# 173
| 173                |
| ------------------ |
| Dødsfald - Fødsler |
|                    |

| Gregoriansk kalender | 173 CLXXIII             |
| Ab urbe condita      | 926                     |
| Armensk kalender     | I/T                     |
| Kinesiske kalender   | 2869 – 2870 壬子 – 癸丑 |
| Etiopisk kalender    | 165 – 166               |
| Jødisk kalender      | 3933 – 3934             |
| Hindukalendere       |                         |
| - Vikram Samvat      | 228 – 229               |
| - Shaka Samvat       | 95 – 96                 |
| - Kali Yuga          | 3274 – 3275             |
| Iransk kalender      | 449 BP – 448 BP         |
| Islamisk kalender    | 463 BH – 462 BH         |

Se også 173 (tal)